# Cambes-en-Plaine
Cambes-en-Plaine (kɑ̃.b‿ɑ̃.plɛnⓘ) es una población y comuna francesa, situada en la región de Baja Normandía, departamento de Calvados, en el distrito de Caen y cantón de Creully.

## Demografía
| 301 | 332 | 309 | 792 | 972 | 1493 |
| Para los censos de 1962 a 1999 la población legal corresponde a la población sin duplicidades (Fuente: INSEE [Consultar]) |     |     |     |     |      |